# Tell Me Who You Are
Tell Me Who You Are är en låt framförd av den danska sångerskan Malene Mortensen. Låten var Danmarks bidrag i Eurovision Song Contest 2002 i Tallinn i Estland. Låten är skriven av Michael Ronson.
Bidraget framfördes i finalen den 25 maj och slutade där på tjugofjärde plats med endast 7 poäng, därmed sist av alla.